# Salvinia nuriana
Salvinia nuriana là một loài dương xỉ trong họ Salviniaceae. Loài này được de la Sota & Cassa mô tả khoa học đầu tiên năm 1997.
Danh pháp khoa học của loài này chưa được làm sáng tỏ. 